# Alfons Fürst
Alfons Fürst (* 11. November 1961 in Neudorf, heute Grafenau) ist ein römisch-katholischer Theologe.

## Leben
Fürst studierte von 1982 bis 1989 Klassische Philologie und Katholische Theologie an der Universität Regensburg. Sein Habilitationsvater war Norbert Brox. In seiner Probevorlesung im Berufungsverfahren für den Lehrstuhl für Alte Kirchengeschichte, Patrologie und Christliche Archäologie an der Westfälischen Wilhelms-Universität in Münster beschäftigte er sich 1998 mit ethischen Aspekten der Eschatologie des Origenes. Seit 2000 ist Fürst nun Professor für Alte Kirchengeschichte, Patrologie und Christliche Archäologie an der Westfälischen Wilhelms-Universität in Münster. Von 2008 bis 2010 war er Dekan der Katholisch-Theologischen Fakultät. Alfons Fürst ist ausgewiesener Experte für Origenes und Mitherausgeber der Werke des Kirchenschriftstellers mit deutscher Übersetzung. Er gründete die Forschungsstelle Origenes, die am 24. Oktober 2008 eröffnet wurde, und ist Herausgeber der Reihe Adamantiana - Texte und Studien zu Origenes und seinem Erbe. Für Fürst ist Origenes der „Begründer der christlichen Philosophie“ sowie der „Begründer der Freiheitsphilosophie“.
Fürst ist verheiratet und hat drei Kinder.